# Aepeomys lugens
Aepeomys lugens é uma espécie de roedor da família Cricetidae.
Pode ser encontrada nos seguintes países: Equador e Venezuela.